# Fredrik Månsson
Fredrik Månsson, född 1971, är en svensk författare och humorist.